# Szkliwo (anatomia)

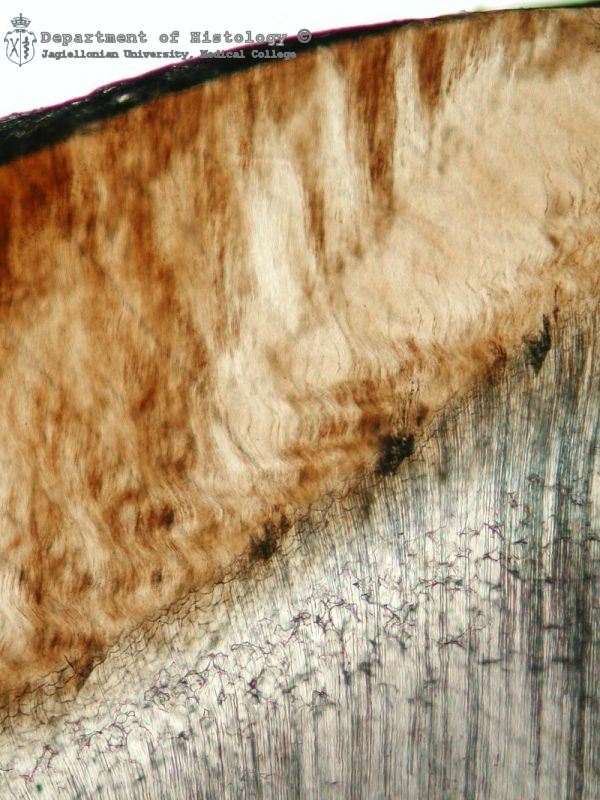
Szkliwo (góra) i zębina (dół), zdjęcie mikroskopowe

Szkliwo (łac. enamelum) – tkanka pokrywająca zębinę w obrębie korony zęba warstwą grubości do 1400 μm (np. na guzku żującym kłów lub na powierzchniach żujących trzonowców). Szkliwo jest zbudowane w 96–98% z materii nieorganicznej w postaci kryształów dwuhydroksyapatytu, czego efektem jest niezwykła twardość. Pozostałe 2–4% szkliwa stanowią związki organiczne i woda. Jako jedyna część zęba powstaje z komórek nabłonkowych, ameloblastów (adamantoblastów).

## Właściwości mechaniczne
Szkliwo jest najtwardszą tkanką organizmu. Jego odporność na zgniatanie wynosi 100–380 MPa (według niektórych badaczy nawet 400 MPa), twardość według Knoopa 343 kg/mm2 a w skali Mohsa 5-6. Wytrzymałość na rozciąganie jest równa 10 MPa, moduł sprężystości 50 000–85 000 MPa, granica plastyczności 344 MPa. Przewodność cieplna szkliwa wynosi 0,88 W/m·K.